# Liste der Kulturdenkmale in Radebeul-Kötzschenbroda

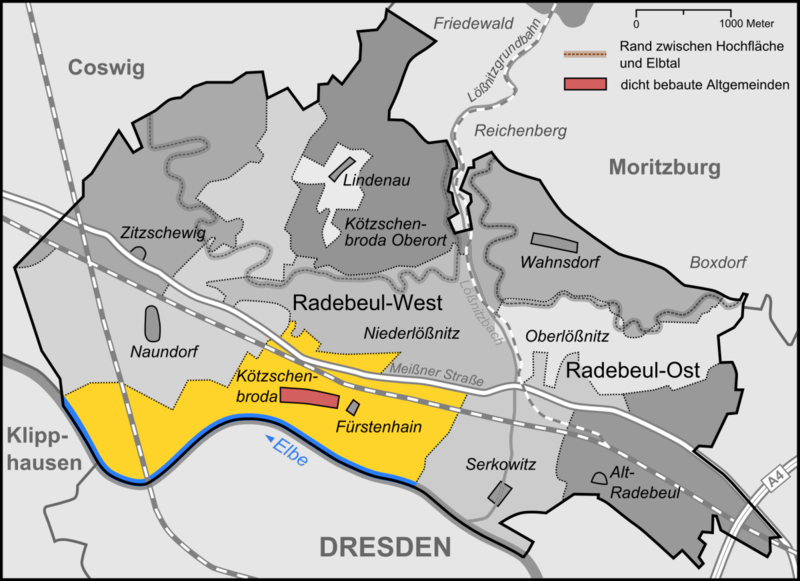
Übersicht über die Lage der Radebeuler Stadtteile, Kötzschenbroda farblich markiert

Die Liste der Kulturdenkmale in Radebeul-Kötzschenbroda gibt eine Übersicht über die Kulturdenkmale im Stadtteil Kötzschenbroda der sächsischen Stadt Radebeul anhand des Stands der Denkmalliste vom 24. Mai 2012. Enthalten sind aktuelle sowie – in einer weiteren Liste – ehemalige Bau-/Kulturdenkmale dieses Stadtteils.
Einen Überblick über die Radebeuler Kulturdenkmale gibt die Liste der Kulturdenkmale in Radebeul, eine Zusammenfassung aller Adressen mit Kulturdenkmalen gibt die Liste der Kulturdenkmaladressen in Radebeul. Die Zuordnung der Straßen zum Stadtteil findet sich in der Liste der Straßen und Plätze in Radebeul-Kötzschenbroda.
Grundlage der Auflistung sind die angegebenen Quellen. Diese Angaben ersetzen nicht die rechtsverbindliche Auskunft der zuständigen Denkmalschutzbehörde.

## Legende
Die in der Tabelle verwendeten Spalten listen die im Folgenden erläuterten Informationen auf:
- Name, Bezeichnung: Bezeichnung des einzelnen Objekts.
- Adresse, Koordinaten: Heutige Straßenadresse, Lagekoordinaten.
- Kennung: Die von der Denkmalpflege verwendete Kennung für Nebenobjekte (z. B. Adressen ohne und mit „a“, Adresse mit 9000er Angabe, dazu Ergänzungen mit „-I“). Über die Kennung werden mehrere Einzeldenkmale unter einer postalischen Adresse unterschieden.
- Datum: Besondere Baujahre, so weit bekannt oder ableitbar, teilweise auch Datum der Ersterwähnung der Liegenschaft.
- Baumeister, Architekten: Baumeister, Architekten und weitere Kunstschaffende.
- Denkmalumfang, Bemerkung: Nähere Erläuterung über den Denkmalstatus anhand der Denkmalliste, Umfang der Liegenschaft und ihre Besonderheiten.[1]
- Bild: Foto des Hauptobjekts.

## Liste der Kulturdenkmale
| Name, Bezeichnung                                                           | Adresse, Koordinaten                                     | Kennung                          | Datum                                                     | Baumeister, Architekten                                                                    | Denkmalumfang, Bemerkung | Bild                                                                            |
| --------------------------------------------------------------------------- | -------------------------------------------------------- | -------------------------------- | --------------------------------------------------------- | ------------------------------------------------------------------------------------------ | --- | ------------------------------------------------------------------------------- |
| Wohn- und Geschäftshaus Altkötzschenbroda 8                                 | Altkötzschenbroda 8 (Lage)                               |                                  | 1912                                                      |                                                                                            | Mietshaus in Ecklage | Wohn- und Geschäftshaus Altkötzschenbroda 8                                     |
| Auszugshaus Altkötzschenbroda 10                                            | Altkötzschenbroda 10 (Lage)                              | Altkötzschenbroda 9010           | um 1850, 1939                                             | Max Czopka (Anbau)                                                                         | Auszugshaus eines Dreiseithofs | Auszugshaus Altkötzschenbroda 10                                                |
| Wohn- und Geschäftshaus Altkötzschenbroda 11                                | Altkötzschenbroda 11 (Lage)                              |                                  | 1861, 1926 Ladeneinbau                                    | August Große                                                                               | Wohnhaus mit Laden | Wohn- und Geschäftshaus Altkötzschenbroda 11                                    |
| Dreiseithof Altkötzschenbroda 13                                            | Altkötzschenbroda 13 (Lage)                              |                                  | 1805, 1880, 1890                                          | Moritz Große (Scheune)                                                                     | Wohnstallhaus und Scheune eines ehemaligen Dreiseithofs | Dreiseithof Altkötzschenbroda 13                                                |
| Dreiseithof Altkötzschenbroda 13                                            | Altkötzschenbroda 13 (Lage)                              | Altkötzschenbroda 9013           | 1805, 1880, 1890                                          | Moritz Große (Scheune)                                                                     | Scheune eines ehemaligen Dreiseithofs | Scheune Altkötzschenbroda 13                                                    |
| Wohn- und Geschäftshaus Ernst Wilhelm Göhler                                | Altkötzschenbroda 15 (Lage)                              |                                  | 1882/83                                                   | Moritz Große                                                                               | Wohnhaus | Wohn- und Geschäftshaus Ernst Wilhelm Göhler                                    |
| Wohnstallhaus Altkötzschenbroda 17                                          | Altkötzschenbroda 17 (Lage)                              |                                  | 1805                                                      |                                                                                            | Wohnstallhaus eines ehemaligen Dreiseithofs | Wohnstallhaus Altkötzschenbroda 17                                              |
| Dreiseithof Altkötzschenbroda 18                                            | Altkötzschenbroda 18 (Lage)                              |                                  | 1. H. 19. Jh.                                             |                                                                                            | Wohnstallhaus und Auszugshaus eines ehemaligen Dreiseithofs | Dreiseithof Altkötzschenbroda 18                                                |
| Dreiseithof Altkötzschenbroda 18                                            | Altkötzschenbroda 18 (Lage)                              | Altkötzschenbroda 9018           | 1. H. 19. Jh.                                             |                                                                                            | Auszugshaus eines ehemaligen Dreiseithofs | Dreiseithof Altkötzschenbroda 18                                                |
| Schwarze Seele                                                              | Altkötzschenbroda 19 (Lage)                              |                                  | 1839                                                      |                                                                                            | Wohnhaus mit Gaststätte | Schwarze Seele                                                                  |
| Dreiseithof Altkötzschenbroda 20, Familienzentrum                           | Altkötzschenbroda 20 (Lage)                              |                                  | 1805, 1868–70                                             | Moritz Große (Umbauten)                                                                    | Wohnstallhaus und Auszugshaus eines ehemaligen Dreiseithofs | Dreiseithof Altkötzschenbroda 20                                                |
| Dreiseithof Altkötzschenbroda 20, Familienzentrum                           | Altkötzschenbroda 20 (Lage)                              | Altkötzschenbroda 9020           | 1805, 1868–70                                             | Moritz Große (Umbauten)                                                                    | Wohnstallhaus und Auszugshaus eines ehemaligen Dreiseithofs | Dreiseithof Altkötzschenbroda 20                                                |
| Dreiseithof Altkötzschenbroda 21, Kulturschmiede                            | Altkötzschenbroda 21 (Lage)                              |                                  | 1. H. 19. Jh.                                             |                                                                                            | Wohnstallhaus und Auszugshaus eines ehemaligen Dreiseithofs. In den Häusern befinden sich die Stadtgalerie Radebeul mit der städtischen Kunstsammlung sowie die Heimatstube Kötzschenbroda. | Dreiseithof Altkötzschenbroda 21                                                |
| Dreiseithof Altkötzschenbroda 21, Kulturschmiede                            | Altkötzschenbroda 21 (Lage)                              | Altkötzschenbroda 9021           | 1. H. 19. Jh.                                             |                                                                                            | Auszugshaus eines ehemaligen Dreiseithofs (Heimatstube Kötzschenbroda) | Auszugshaus des Dreiseithof Altkötzschenbroda 21                                |
| Dreiseithof Altkötzschenbroda 22                                            | Altkötzschenbroda 22 (Lage)                              |                                  | 1. H. 19. Jh., 1868                                       | August Große (Umbau)                                                                       | Wohnstallhaus und Auszugshaus eines ehemaligen Dreiseithofs | Dreiseithof Altkötzschenbroda 22                                                |
| Dreiseithof Altkötzschenbroda 22                                            | Altkötzschenbroda 22 (Lage)                              | Altkötzschenbroda 9022           | 1. H. 19. Jh., 1868                                       | August Große (Umbau)                                                                       | Wohnstallhaus und Auszugshaus eines ehemaligen Dreiseithofs | Dreiseithof Altkötzschenbroda 22                                                |
| Dreiseithof Altkötzschenbroda 24/24a                                        | Altkötzschenbroda 24 (Lage)                              |                                  | 1. H. 19. Jh.                                             |                                                                                            | Wohnstallhaus und Auszugshaus eines Dreiseithofs | Dreiseithof Altkötzschenbroda 24/24a                                            |
| Dreiseithof Altkötzschenbroda 24/24a                                        | Altkötzschenbroda 24a (Lage)                             |                                  | 1. H. 19. Jh.                                             |                                                                                            | Auszugshaus eines Dreiseithofs | Dreiseithof Altkötzschenbroda 24/24a                                            |
| Wohnstallhaus Altkötzschenbroda 25                                          | Altkötzschenbroda 25 (Lage)                              |                                  | 1. H. 19. Jh., 1869                                       | Moritz Große (Umbau)                                                                       | Wohnstallhaus eines Dreiseithofs | Wohnstallhaus Altkötzschenbroda 25                                              |
| Wohn- und Geschäftshaus Johann August Weißhaar                              | Altkötzschenbroda 28 (Lage)                              |                                  | 1900/01                                                   | F. A. Bernhard Große                                                                       | Mietshaus in Ecklage | Wohn- und Geschäftshaus Johann August Weißhaar                                  |
| Wohn- und Geschäftshaus Altkötzschenbroda 32                                | Altkötzschenbroda 32 (Lage)                              |                                  | 1. H. 19. Jh., 1897/98                                    | Adolf Neumann (Ladeneinbau)                                                                | Wohnhaus mit Ladeneinbau. Besitzer: Anton Weck | Wohn- und Geschäftshaus Altkötzschenbroda 32                                    |
| Wohnstallhaus Altkötzschenbroda 33                                          | Altkötzschenbroda 33 (Lage)                              |                                  | 1. H. 19. Jh.                                             |                                                                                            | Wohnstallhaus eines ehemaligen Dreiseithofs | Wohnstallhaus Altkötzschenbroda 33                                              |
| Oberschänke                                                                 | Altkötzschenbroda 39 (Lage)                              |                                  | 1497 Ersterwähnung, 1560, Mitte 18. Jh.                   | Traugott Große (Umbau), Gebrüder Große (Umbau)                                             | Gasthof (auch Wohnhaus) mit Nebengebäuden. 1869 durch Braumeister Julius Große erworben, bis 1965 in Familienbesitz. Eines der fünf historischen Brauschenkengüter der Lößnitz | Die Oberschänke, vom Anger von Altkötzschenbroda aus                            |
| Kriegerdenkmal                                                              | Altkötzschenbroda (Lage)                                 | Altkötzschenbroda 9039           | 1925                                                      |                                                                                            | Ehrenmal für die Gefallenen des Ersten Weltkrieges | Kriegerdenkmal in Kötzschenbroda                                                |
| Friedenskirche zu Radebeul, ehemals Kirche zu Kötzschenbroda                | Altkötzschenbroda 40 (Lage)                              | Altkötzschenbroda 9040-I         | 1273 Ersterwähnung, 1477, 1515, 1637, 1646, 1746, 1884/85 | Ezechiel Eckhardt, Karl Weißbach (Umbau), Gebrüder Ziller, Christian Rietschel             | Evangelische Pfarrkirche mit Kirchhof, Einfriedung und Grabmal von Richard Steche. Dreischiffige Basilika mit eingezogenem spätgotischem Chor und Westturm. Denkmal Chronos und die Trauernde. Dazu gehört das Lutherhaus als Gemeindehaus sowie das daran anschließende Pfarrhaus.                                                                                                | Friedenskirche Radebeul-Kötzschenbroda im Gegenlicht                            |
| Kirchhof der Kirche zu Kötzschenbroda, heute Friedenskirche zu Radebeul     | Altkötzschenbroda 40 (Lage)                              | Altkötzschenbroda 9040-II        | 1273 Ersterwähnung                                        |                                                                                            | Kirchhof. Nebenanlage/Grabmäler zur Kirche. Der Kirchhof der 1273 ersterwähnten Kirche zu Kötzschenbroda war ursprünglich alleiniger Begräbnisort der Parochie Kötzschenbroda. Er wurde 1723 letztmals erweitert und 1884/85 mit dem Umbau der Kirche offiziell geschlossen. Als außergewöhnliche Ausnahme fand 1893 dort das Begräbnis des Kunsthistorikers Richard Steche statt. | Richard Steches Grabmal auf dem Kirchhof Kötzschenbroda                         |
| Pfarrhaus und Lutherhaus                                                    | Altkötzschenbroda 40 (Lage)                              |                                  | 2. H. 17. Jh., 1928/29                                    | Gebrüder Kießling, Johannes Eisold (Innendecke)                                            | Pfarrhaus und Kirchgemeindehaus. Saal mit Zollbau-Lamellen-Innendecke. Bewohner: Augustin Prescher | Pfarrhaus (re.) und Lutherhaus (hi.) in Kötzschenbroda, vom Pfarrhof aus        |
| Wohnhaus Altkötzschenbroda 41                                               | Altkötzschenbroda 41 (Lage)                              |                                  | 1876/77, 1879                                             | Adolf Neumann, Moritz Große (Aufstockung Seitenflügel)                                     | Wohnhaus eines Gartennahrungsbesitzers mit Anbau, Wirtschaftsgebäude und Toranlage. Nach Einsturz 1876 neu errichtet | Wohnhaus Altkötzschenbroda 41                                                   |
| Wohnhaus Altkötzschenbroda 41                                               | Altkötzschenbroda 41 (Lage)                              | Altkötzschenbroda 9041           | 1876/77, 1879                                             | Adolf Neumann, Moritz Große (Aufstockung Seitenflügel)                                     | Wirtschaftsgebäude | Wirtschaftsgebäude Altkötzschenbroda 41                                         |
| Wohnstallhaus Altkötzschenbroda 44                                          | Altkötzschenbroda 44 (Lage)                              |                                  | 1. H. 19. Jh.                                             |                                                                                            | Wohnstallhaus eines Dreiseithofs. Geburtshaus von Wilhelm Eichler | Wohnstallhaus Altkötzschenbroda 44                                              |
| Dreiseithof Altkötzschenbroda 45                                            | Altkötzschenbroda 45 (Lage)                              |                                  | 1. H. 19. Jh., 1907                                       | Alfred Große (Umbau)                                                                       | Wohnstallhaus, Auszugshaus, Scheune und Torpfeiler eines Dreiseithofs | Dreiseithof Altkötzschenbroda 45                                                |
| Dreiseithof Altkötzschenbroda 45                                            | Altkötzschenbroda 45 (Lage)                              | Altkötzschenbroda 9045-I         | 1. H. 19. Jh., 1907                                       | Alfred Große (Umbau)                                                                       | Auszugshaus eines Dreiseithofs | Dreiseithof Altkötzschenbroda 45                                                |
| Dreiseithof Altkötzschenbroda 45                                            | Altkötzschenbroda 45 (Lage)                              | Altkötzschenbroda 9045-II        | 1. H. 19. Jh., 1907                                       | Alfred Große (Umbau)                                                                       | Scheune eines Dreiseithofs | Scheune Altkötzschenbroda 45                                                    |
| Dreiseithof Altkötzschenbroda 46                                            | Altkötzschenbroda 46 (Lage)                              |                                  | 1739, 1854, 1889/90                                       | Traugott Große, F. A. Bernhard Große (Umbau)                                               | Wohnstallhaus (bez. 1890), Auszugshaus (bez. 1854), Scheune und Torpfeiler eines Dreiseithofs. Kellerzugang datiert 1739 | Dreiseithof Altkötzschenbroda 46                                                |
| Dreiseithof Altkötzschenbroda 46                                            | Altkötzschenbroda 46 (Lage)                              | Altkötzschenbroda 9046-I         | 1739, 1854                                                | Traugott Große, F. A. Bernhard Große (Umbau)                                               | Auszugshaus (bez. 1854) eines Dreiseithofs | Dreiseithof Altkötzschenbroda 46                                                |
| Dreiseithof Altkötzschenbroda 46                                            | Altkötzschenbroda 46 (Lage)                              | Altkötzschenbroda 9046-II        | 1739, 1854, 1889/90                                       | Traugott Große, F. A. Bernhard Große (Umbau)                                               | Scheune eines Dreiseithofs | Scheune Altkötzschenbroda 46                                                    |
| Wohnhaus Altkötzschenbroda 47                                               | Altkötzschenbroda 47 (Lage)                              |                                  | 1878, 1902                                                | Alfred Große (Neubau)                                                                      | Wohnhaus | Wohnhaus Altkötzschenbroda 47                                                   |
| Alte Apotheke                                                               | Altkötzschenbroda 48, 48a-d (Lage)                       |                                  | um 1760                                                   |                                                                                            | Ehemalige Apotheke. Wohnhaus mit Gaststätte, Seitengebäude und Torpfeilern eines Bauernhofs | Gasthaus Alte Apotheke                                                          |
| Wohnstallhaus Altkötzschenbroda 49                                          | Altkötzschenbroda 49 (Lage)                              |                                  | 1. H. 19. Jh.                                             |                                                                                            | Wohnstallhaus | Wohnstallhaus Altkötzschenbroda 49                                              |
| Dreiseithof Altkötzschenbroda 53                                            | Altkötzschenbroda 53 (Lage)                              |                                  | 1879, 1881, 1908/09                                       | Moritz Große (Ersatz Auszugshaus), Alfred Große (Ersatz Scheune)                           | Wohnhaus und Auszugshaus eines Dreiseithofs | Dreiseithof Altkötzschenbroda 53                                                |
| Alte Schmiede                                                               | Altkötzschenbroda 54 (Lage)                              |                                  | Mitte 18. Jh., 1898/99                                    | F. A. Bernhard Große (Anbau)                                                               | Ehemalige Schmiede | Alte Schmiede                                                                   |
| Dreiseithof Altkötzschenbroda 55/55a/55b                                    | Altkötzschenbroda 55 (Lage)                              |                                  | 1742, 1. H. 19. Jh., 1868                                 | Moritz Große (Auszugshaus)                                                                 | Wohnstallhaus, Auszugshaus und Scheune eines Dreiseithofs. Scheunenkeller datiert 1742 | Dreiseithof Altkötzschenbroda 55                                                |
| Dreiseithof Altkötzschenbroda 55/55a/55b                                    | Altkötzschenbroda 55a (Lage)                             |                                  | 1742, 1. H. 19. Jh., 1868                                 |                                                                                            | Scheune eines Dreiseithofs. Scheunenkeller datiert 1742 | Scheune Altkötzschenbroda 55a                                                   |
| Dreiseithof Altkötzschenbroda 55/55a/55b                                    | Altkötzschenbroda 55b (Lage)                             |                                  | 1742, 1. H. 19. Jh., 1868                                 | Moritz Große (Auszugshaus)                                                                 | Auszugshaus eines Dreiseithofs | Dreiseithof Altkötzschenbroda 55a/55b                                           |
| Wohnstallhaus Altkötzschenbroda 56                                          | Altkötzschenbroda 56 (Lage)                              |                                  | um 1800                                                   |                                                                                            | Wohnstallhaus mit Laubengang eines Bauernhofs | Wohnstallhaus Altkötzschenbroda 56                                              |
| Wohnstallhaus Altkötzschenbroda 58                                          | Altkötzschenbroda 58 (Lage)                              |                                  | um 1850                                                   |                                                                                            | Wohnstallhaus eines ehemaligen Dreiseithofs | Wohnstallhaus Altkötzschenbroda 58                                              |
| Dreiseithof Altkötzschenbroda 59/59a/59b, Weinstube „Zur grünen Linde“      | Altkötzschenbroda 59 (Lage)                              |                                  | 1724, 1864/65, 1871                                       | Moritz Große (Stall, „Restaurationssalon“)                                                 | Seitengebäude eines Dreiseithofs, Schlussstein datiert 1724. 1871 Anbau des „Restaurationssalons“ | Dreiseithof Altkötzschenbroda 59/59a/59b                                        |
| Dreiseithof Altkötzschenbroda 59/59a/59b, Weinstube „Zur grünen Linde“      | Altkötzschenbroda 59a (Lage)                             |                                  | 1724, 1864/65, 1871                                       | Moritz Große (Stall, „Restaurationssalon“)                                                 | Wohnhaus eines Dreiseithofs, Schlussstein datiert 1724. 1871 Anbau des „Restaurationssalons“ | Dreiseithof Altkötzschenbroda 59a                                               |
| Dreiseithof Altkötzschenbroda 59/59a/59b, Weinstube „Zur grünen Linde“      | Altkötzschenbroda 59b (Lage)                             |                                  | 1724, 1864/65, 1871                                       | Moritz Große (Stall, „Restaurationssalon“)                                                 | Wohnhaus eines Dreiseithofs, Schlussstein datiert 1724. 1871 Anbau des „Restaurationssalons“ | Dreiseithof Altkötzschenbroda 59b                                               |
| Goldener Anker                                                              | Altkötzschenbroda 61 (Lage)                              |                                  | 1497 Ersterwähnung, 18. Jh. (im Kern)                     | August Große, Moritz Große                                                                 | Gasthaus mit Nebengebäuden. Eines der fünf historischen Brauschenkengüter der Lößnitz | Der Goldene Anker im Jahr 2008                                                  |
| Wohn- und Geschäftshaus Altkötzschenbroda 62                                | Altkötzschenbroda 62 (Lage)                              |                                  | 1. H. 19. Jh., 1863                                       | Große (Aufstockung)                                                                        | Wohnhaus, im EG Fleischerladen mit ursprünglicher Ausstattung | Wohn- und Geschäftshaus Altkötzschenbroda 62                                    |
| Großes Weinstuben                                                           | Altkötzschenbroda 64 (Lage)                              |                                  | 1876/77 Gebäude, 1882 Weinstuben, 1950er J. (Sgraffito)   | Moritz Große, Hermann Glöckner (Sgraffito)                                                 | Gasthaus (Weinstuben). Bewohner: Julius Große | Gasthaus „Großes Weinstuben“                                                    |
| Kleines Kuffenhaus                                                          | Altkötzschenbroda 68 (Lage)                              |                                  | 1. H. 19. Jh., um 1910, 1990                              |                                                                                            | Wohnstallhaus und Auszugshaus eines ehemaligen Bauernhofs, ehemals Gasthaus. Pressgebäude und Schankraum 1990 abgebrochen | Kleines Kuffenhaus                                                              |
| Hirtenhaus                                                                  | Altkötzschenbroda 70 (Lage)                              |                                  | vermutlich Ende 17. Jh., evtl. 1. H. 19. Jh.?, 1998/99    |                                                                                            | Hirten- und Armenhaus, vermutlich Ende des 17. Jh. erbaut, 1998/99 saniert. Radebeuler Bauherrenpreis 2000 und 1999 | Ehemaliges Hirtenhaus                                                           |
| Landhaus Am Bornberge 5                                                     | Am Bornberge 5 (Lage)                                    |                                  | um 1850, 1887/88                                          |                                                                                            | Landhaus mit Einfriedung und gepflasterter Zufahrt. Radebeuler Bauherrenpreis 2000 | Landhaus Am Bornberge 5                                                         |
| Gottesacker, Diakonissen-Friedhof, Alter Friedhof                           | Am Gottesacker (Lage)                                    |                                  | 1602                                                      |                                                                                            | Alter Friedhof mit Diakonissengräbern. Der vor 1566 als Pestfriedhof angelegte zweite Friedhof auf Kötzschenbrodaer Flur blieb auch später in Benutzung. Er wurde 1602 erstmals urkundlich als Gottesacker der Parochie erwähnt und war ab dem Ende des 17. Jahrhunderts ihr Hauptbegräbnisort. Obwohl der Friedhof 1911 geschlossen werden sollte, ist er bis heute in Benutzung. | Diakonissengräber Alter Friedhof                                                |
| Wohnhaus Am Gottesacker 14                                                  | Am Gottesacker 14 (Lage)                                 |                                  | 1933                                                      | Franz Jörissen                                                                             | Wohnhaus | Wohnhaus Am Gottesacker 14                                                      |
| Wohnhaus Am Gottesacker 33                                                  | Am Gottesacker 33 (Lage)                                 |                                  | 19. Jh., 1937                                             | Gebrüder Kießling                                                                          | Wohngebäude ehemals auf dem Friedhofsareal. | Wohnhaus Am Gottesacker 33                                                      |
| Neuer Friedhof, Friedhof Radebeul-West                                      | Am Gottesacker (33), Kötzschenbrodaer Straße 166 (Lage)  |                                  | 1873 (Friedhof), 1913 (Kapelle)                           | Gebrüder Kießling (Kapelle)                                                                | Friedhof mit Kapelle, Kapellenanbau, Grabanlagen und Einfriedungsmauer. Der östlich des Alten Friedhofs gelegene Neue Friedhof wurde errichtet, da eine Erweiterung der alten Begräbnisstätte nicht möglich war. | Friedhof Radebeul-West                                                          |
| Bootshaus, Wassersportheim Lößnitz                                          | An der Festwiese 9 (Lage)                                |                                  | 1923                                                      | Alfred Tischer (Entwurf), Johannes Eisold (Bau)                                            | Bootshaus | Bootshaus in Radebeul                                                           |
| Mosaiksteinpflaster und Lindenallee                                         | Bahnhofstraße 1; 5; 6; 7; 8; 8a; 17; 18; 19 (vor) (Lage) |                                  | Ende 19. Jh.                                              |                                                                                            | Bahnhofstraße: Pflasterung mit verschiedenfarbigen Steinen und Sternornament, Lindenallee mit Rosskastanie im Kreuzungsbereich | Bahnhofstraße: Pflasterung                                                      |
| Wohn- und Geschäftshaus August Döbler, Culmbacher Hof, Palasttheater (Kino) | Bahnhofstraße 7 (Lage)                                   |                                  | 1895/96                                                   | Fritz Mühlberg                                                                             | Wohn- und Geschäftshaus in geschlossener Bebauung. Ehemals Hotel bzw. Kino. Sparkasse Kötzschenbroda. | Culmbacher Hof                                                                  |
| Wohn- und Geschäftshaus Bahnhofstraße 8                                     | Bahnhofstraße 8 (Lage)                                   |                                  | um 1898                                                   |                                                                                            | Wohn- und Geschäftshaus in geschlossener Bebauung | Wohn- und Geschäftshaus Bahnhofstraße 8                                         |
| Wohn- und Geschäftshaus Bahnhofstraße 8a                                    | Bahnhofstraße 8a (Lage)                                  |                                  | 1898                                                      |                                                                                            | Wohn- und Geschäftshaus in geschlossener Bebauung | Wohn- und Geschäftshaus Bahnhofstraße 8a                                        |
| Bahnhof Radebeul West                                                       | Bahnhofstraße 10 (Lage)                                  |                                  | 1840, 1895/96                                             |                                                                                            | Bahnhof mit Empfangsgebäude, Bahnsteigüberdachung und weiteren Nebengebäuden sowie auf der nördlichen Seite das älteste Bahnhofsgebäude (1872) | Bahnhof Radebeul West                                                           |
| Lößnitzperle                                                                | Bahnhofstraße 11 (Lage)                                  |                                  | 1863                                                      | Moritz Große                                                                               | Ehemaliges Bahnhofshotel, dann Gaststätte, heute Geschäftshaus | Lößnitzperle                                                                    |
| Wohn- und Geschäftshaus Bahnhofstraße 12                                    | Bahnhofstraße 12 (Lage)                                  |                                  | 1928                                                      |                                                                                            | Wohn- und Geschäftshaus | Wohn- und Geschäftshaus Bahnhofstraße 12                                        |
| Wohn- und Geschäftshaus Bahnhofstraße 12b, Kaiserliches Postamt             | Bahnhofstraße 12b (Lage)                                 |                                  | 1888/89                                                   | F. A. Bernhard Große (Entwurf)                                                             | Ehemalige Post, Wohn- und Geschäftshaus in Ecklage | Wohn- und Geschäftshaus Bahnhofstraße 12b                                       |
| Wohn- und Geschäftshaus Bahnhofstraße 17                                    | Bahnhofstraße 17 (Lage)                                  |                                  | 1895                                                      | F. A. Bernhard Große                                                                       | Mietshaus mit Laden, in geschlossener Bebauung (ersetzte das 1866 von August Große errichtete Wohnhaus) | Wohn- und Geschäftshaus Bahnhofstraße 17                                        |
| Apotheke zu Kötzschenbroda                                                  | Bahnhofstraße 19 (Lage)                                  |                                  | 1867, 1904, 1907                                          | August Große, Georg Heinsius von Mayenburg (Entwurf Umbau), Alfred Große (Umbau)           | Apotheke mit Nebengebäude. Besitzer: Hermann Ilgen, Curt Adolf Schnabel | Heutige Stadtapotheke in Kötzschenbroda                                         |
| Sparkassengebäude Kötzschenbroda                                            | Bahnhofstraße 20, Hermann-Ilgen-Straße 28 (Lage)         |                                  | 1934/35                                                   | Gebrüder Kießling, Burkhart Ebe (Reliefs)                                                  | Sparkasse Wohn- und Geschäftshaus in Ecklage | Verwaltungs-, Geschäfts- und Wohngebäude der Sparkasse Kötzschenbroda           |
| Villa Bernhard-Voß-Straße 17                                                | Bernhard-Voß-Straße 17 (Lage)                            |                                  | 1898–1900                                                 | Ernst Kießling                                                                             | Villa | Villa Bernhard-Voß-Straße 17                                                    |
| Mietvilla Josef Hennl                                                       | Bernhard-Voß-Straße 18 (Lage)                            |                                  | 1895/96                                                   | Moritz Große                                                                               | Mietvilla | Mietvilla Josef Hennl                                                           |
| Villa Bruno Krumbholz                                                       | Bernhard-Voß-Straße 23 (Lage)                            |                                  | 1898                                                      |                                                                                            | Mietvilla. Orchester- und Musikerfachschule | Villa Bruno Krumbholz                                                           |
| Villa mit Produktionsgebäude Wilhelm Hofmann                                | Bernhard-Voß-Straße 25, 25a (Lage)                       |                                  | 1905/06, 1911                                             | Adolf Neumann, Felix Sommer (Erweiterung)                                                  | Mietvilla mit Hintergebäude. Bewohner: Johannes Wilhelm Hofmann, Elektroarmaturenwerk JWH | Villa im Vordergrund, Produktionsgebäude im Hintergrund (linker Teil)           |
| Mietshaus Dr.-Rudolf-Friedrichs-Straße 11                                   | Dr.-Rudolf-Friedrichs-Straße 11 (Lage)                   |                                  | 1890/91                                                   | F. W. Eisold                                                                               | Mietshaus in Ecklage | Mietshaus Dr.-Rudolf-Friedrichs-Straße 11                                       |
| Villa Nirwana                                                               | Dürerstraße 1 (Lage)                                     |                                  | 1894/96                                                   | Ernst Kießling                                                                             | Mietvilla, heute Musikschule | Villa Nirwana                                                                   |
| Mietshaus Anna Frackenpohl                                                  | Dürerstraße 2a (Lage)                                    |                                  | 1895/96                                                   | Julius Förster                                                                             | Mietshaus in Ecklage. Ehemals Meißner Straße 209 | Mietshaus Anna Frackenpohl                                                      |
| Villa Dürerstraße 5                                                         | Dürerstraße 5 (Lage)                                     |                                  | 1895/96                                                   | Ernst Kießling                                                                             | Mietvilla | Villa Dürerstraße 5                                                             |
| Villa Dürerstraße 7                                                         | Dürerstraße 7 (Lage)                                     |                                  | 1896/97                                                   | Ernst Kießling, Otto Foerster (Umbau)                                                      | Mietvilla in Ecklage | Villa Dürerstraße 7                                                             |
| Verwaltungsgebäude Elektroarmaturenwerk JWH                                 | Fabrikstraße 27 (Lage)                                   |                                  | um 1910                                                   |                                                                                            | Elektroarmaturenwerk JWH. Repräsentatives Verwaltungsgebäude (heute Hochspannungsarmaturenwerk) und mit Säulenportikus | Verwaltungsgebäude Elektroarmaturenwerk JWH                                     |
| Villa Flemmingstraße 3                                                      | Flemmingstraße 3 (Lage)                                  |                                  | 1895–97                                                   | Moritz Große                                                                               | Mietvilla | Villa Flemmingstraße 3                                                          |
| Mietvilla Oscar Papsdorf                                                    | Flemmingstraße 5 (Lage)                                  |                                  | 1899/1900                                                 | E. W. Säurig                                                                               | Mietvilla | Mietvilla Oscar Papsdorf                                                        |
| Wohn- und Geschäftshaus Friedrich August Höppner                            | Gradsteg 1 (Lage)                                        |                                  | 1887                                                      | Moritz Große                                                                               | Wohnhaus mit Läden | Wohn- und Geschäftshaus Friedrich August Höppner                                |
| Grafe-Haus                                                                  | Gradsteg 1b, Hermann-Ilgen-Straße 62 (Lage)              |                                  | 1895                                                      | Julius Förster                                                                             | Mietshaus mit Laden, in Ecklage und in geschlossener Bebauung | Grafe-Haus, Gradsteg 1b                                                         |
| Wohn- und Geschäftshaus Paul Pönitz                                         | Güterhofstraße 1 (Lage)                                  |                                  | 1912/13                                                   | Felix Sommer                                                                               | Wohn- und Geschäftshaus in halboffener Bebauung. Erster Verlagssitz des Neumann Verlags | Wohn- und Geschäftshaus Paul Pönitz                                             |
| Villa Güterhofstraße 9a                                                     | Güterhofstraße 9a (Lage)                                 |                                  | 1908/09                                                   | Alfred Große                                                                               | Mietvilla, Fenster mit Bleiverglasung. Bewohner: Edwin Bauer | Villa Güterhofstraße 9a                                                         |
| Villa Sophie                                                                | Güterhofstraße 11 (Lage)                                 |                                  | 1890/91                                                   | Adolf Neumann                                                                              | Mietvilla | Villa Sophie                                                                    |
| Villa Heinrich Golles                                                       | Hainstraße 6 (Lage)                                      |                                  | 1882/83                                                   | F. A. Bernhard Große                                                                       | Villa | Villa Heinrich Golles                                                           |
| Landhaus Johann Traugott Philipp                                            | Hainstraße 7 (Lage)                                      |                                  | 1868                                                      | Gebrüder Ziller                                                                            | Wohnhaus | Landhaus Johann Traugott Philipp                                                |
| Volksschule Kötzschenbroda, Grundschule Kötzschenbroda                      | Harmoniestraße 7 (Lage)                                  |                                  | 1904                                                      | Gebrüder Kießling (Entwurf), Gebrüder Große (Bau)                                          | Viertes Kötzschenbrodaer Schulhaus | Grundschule Kötzschenbroda                                                      |
| Landhaus Harmoniestraße 9                                                   | Harmoniestraße 9 (Lage)                                  |                                  | 1886                                                      |                                                                                            | Landhausartiges Wohnhaus | Landhaus Harmoniestraße 9                                                       |
| Villa Heinrich-Zille-Straße 47                                              | Heinrich-Zille-Straße 47 (Lage)                          |                                  | um 1870                                                   | Moritz Große                                                                               | Villa, Ätzglas in Veranda | Villa Heinrich-Zille-Straße 47                                                  |
| Villa Carl Bär                                                              | Heinrich-Zille-Straße 51 (Lage)                          |                                  | 1881/82                                                   | Adolf Neumann                                                                              | Villa mit Einfriedung | Villa Carl Bär                                                                  |
| Landhaus Heinrich Golles                                                    | Heinrich-Zille-Straße 55 (Lage)                          |                                  | 1873–75, 1913                                             | Alfred Große (Anbau)                                                                       | Wohnhaus | Landhaus Heinrich Golles                                                        |
| Landhaus Heinrich-Zille-Straße 59                                           | Heinrich-Zille-Straße 59 (Lage)                          |                                  | 1905                                                      | Alfred Große                                                                               | Mietvilla | Landhaus Heinrich-Zille-Straße 59                                               |
| Landhaus Heinrich-Zille-Straße 61                                           | Heinrich-Zille-Straße 61 (Lage)                          |                                  | um 1850                                                   | Karl Goetze                                                                                | Wohnhaus mit Nebengebäude und Toreinfahrt. Besitzer: Karl Friedrich von Süßmilch genannt Hörnig | Landhaus Heinrich-Zille-Straße 61                                               |
| Landhaus Heinrich-Zille-Straße 61                                           | Heinrich-Zille-Straße 61 (Lage)                          | Heinrich-Zille-Straße 9061-I     | um 1850                                                   | Karl Goetze                                                                                | Wohnhaus mit Nebengebäude und Toreinfahrt. Besitzer: Karl Friedrich von Süßmilch genannt Hörnig | Landhaus Heinrich-Zille-Straße 61: Westliches Nebengebäude                      |
| Landhaus Heinrich-Zille-Straße 61                                           | Heinrich-Zille-Straße 61 (Lage)                          | Heinrich-Zille-Straße 9061-II    | um 1850                                                   | Karl Goetze                                                                                | Wohnhaus mit Nebengebäude und Toreinfahrt. Besitzer: Karl Friedrich von Süßmilch genannt Hörnig | Landhaus Heinrich-Zille-Straße 61: Ursprüngliche Toreinfahrt                    |
| Wohn- und Geschäftshaus Hugo Alfred Schöne                                  | Hermann-Ilgen-Straße 3 (Lage)                            |                                  | 1898/99                                                   | Alfred Große                                                                               | Mietshaus mit Laden, in Ecklage | Wohn- und Geschäftshaus Hugo Alfred Schöne                                      |
| Sparkassengebäude Kötzschenbroda                                            | Hermann-Ilgen-Straße 28, Bahnhofstraße 20 (Lage)         |                                  | 1934/35                                                   | Gebrüder Kießling, Burkhart Ebe (Reliefs)                                                  | Sparkasse Wohn- und Geschäftshaus in Ecklage | Verwaltungs-, Geschäfts- und Wohngebäude der Sparkasse Kötzschenbroda           |
| Villa Hermann-Ilgen-Straße 30                                               | Hermann-Ilgen-Straße 30 (Lage)                           |                                  | um 1860                                                   |                                                                                            | Villenartiges Wohnhaus | Villa Hermann-Ilgen-Straße 30                                                   |
| Mietshaus Pauline Wagner                                                    | Hermann-Ilgen-Straße 36 (Lage)                           |                                  | 1908/09                                                   | Arthur Fritzsche                                                                           | Mietshaus in geschlossener Bebauung | Mietshaus Pauline Wagner                                                        |
| Wohn- und Geschäftshaus Ernst Wilhelm Göhler                                | Hermann-Ilgen-Straße 38 (Lage)                           |                                  | 1901/02                                                   | Carl Käfer                                                                                 | Mietshaus mit Laden | Wohn- und Geschäftshaus Ernst Wilhelm Göhler                                    |
| Doppelwohnhaus Hermann-Ilgen-Straße 40/42                                   | Hermann-Ilgen-Straße 40/42 (Lage)                        |                                  | 1929/30                                                   | Franz Uhlig                                                                                | Doppelwohnhaus in geschlossener Bebauung (Eisenbahner-Wohnungsbau-Gesellschaft) | Doppelwohnhaus Hermann-Ilgen-Straße 40/42                                       |
| Wohn- und Geschäftshaus Karl Arno Bernhard Strasser                         | Hermann-Ilgen-Straße 44 (Lage)                           |                                  | 1896–98                                                   | Gebrüder Große                                                                             | Mietshaus mit Laden, in geschlossener Bebauung | Wohn- und Geschäftshaus Karl Arno Bernhard Strasser                             |
| Wohn- und Geschäftshaus Franz Hahn                                          | Hermann-Ilgen-Straße 46 (Lage)                           |                                  | 1902/03                                                   | Gebrüder Kießling                                                                          | Mietshaus mit Laden, in geschlossener Bebauung | Wohn- und Geschäftshaus Franz Hahn                                              |
| Mietshaus Julius Berge                                                      | Hermann-Ilgen-Straße 48 (Lage)                           |                                  | 1895/96                                                   | Julius Förster                                                                             | Mietshaus ehemals mit Laden, in geschlossener Bebauung | Mietshaus Julius Berge                                                          |
| Mietshaus Arthur Lehmann                                                    | Hermann-Ilgen-Straße 56 (Lage)                           |                                  | 1898–1901                                                 |                                                                                            | Mietshaus ehemals mit Laden, in geschlossener Bebauung | Mietshaus Arthur Lehmann                                                        |
| Doppelwohnhaus Hermann-Ilgen-Straße 58/60                                   | Hermann-Ilgen-Straße 58/60 (Lage)                        |                                  | 1928/29                                                   | Franz Uhlig                                                                                | Doppelwohnhaus in geschlossener Bebauung (Eisenbahner-Wohnungsbau-Gesellschaft) | Doppelwohnhaus Hermann-Ilgen-Straße 58/60                                       |
| Grafe-Haus                                                                  | Hermann-Ilgen-Straße 62, Gradsteg 1b (Lage)              |                                  | 1895                                                      | Julius Förster                                                                             | Mietshaus mit Laden, in Ecklage und in geschlossener Bebauung | Grafe-Haus, Hermann-Ilgen-Straße 62                                             |
| Landhaus Edmund Kießling                                                    | Hohe Straße 4 (Lage)                                     |                                  | 1914                                                      | Edmund Kießling, Alfred Große (Bau)                                                        | Mietvilla mit Gartenpavillon und Einfriedung. Besitzer: Edmund Kießling | Landhaus Edmund Kießling                                                        |
| Villa Käthe-Kollwitz-Straße 4                                               | Käthe-Kollwitz-Straße 4 (Lage)                           |                                  | 1902/04                                                   | Adolf Neumann (Entwurf ev. Felix Sommer)                                                   | Mietvilla mit Einfriedung | Villa Käthe-Kollwitz-Straße 4                                                   |
| Villa Sanssouci                                                             | Käthe-Kollwitz-Straße 6 (Lage)                           |                                  | 1902/04                                                   | Adolf Neumann (Entwurf ev. Felix Sommer)                                                   | Mietvilla | Mietvilla Käthe-Kollwitz-Straße 6                                               |
| Villa Greif                                                                 | Käthe-Kollwitz-Straße 8 (Lage)                           |                                  | 1881/82                                                   | Moritz Große                                                                               | Villa mit Nebengebäude | Villa Greif                                                                     |
| Villa Greif                                                                 | Käthe-Kollwitz-Straße 8 (Lage)                           | Käthe-Kollwitz-Straße 9008       | 1881/82                                                   | Moritz Große                                                                               | Nebengebäude zur Villa | Villa Greif, Nebengebäude                                                       |
| Villa Käthe-Kollwitz-Straße 10                                              | Käthe-Kollwitz-Straße 10 (Lage)                          |                                  | 1880/81                                                   | Moritz Große                                                                               | Villa | Villa Käthe-Kollwitz-Straße 10                                                  |
| Villa Käthe-Kollwitz-Straße 12                                              | Käthe-Kollwitz-Straße 12 (Lage)                          |                                  | 1878/79                                                   | Moritz Große                                                                               | Mietvilla | Villa Käthe-Kollwitz-Straße 12                                                  |
| Villa Käthe-Kollwitz-Straße 13                                              | Käthe-Kollwitz-Straße 13 (Lage)                          |                                  | 1874–76                                                   | Moritz Große                                                                               | Mietvilla | Villa Käthe-Kollwitz-Straße 13                                                  |
| Villa Käthe-Kollwitz-Straße 16                                              | Käthe-Kollwitz-Straße 16 (Lage)                          |                                  | um 1880                                                   | Moritz Große                                                                               | Villa mit Teilen der Einfriedung | Villa Käthe-Kollwitz-Straße 16                                                  |
| Bürgergarten                                                                | Kötitzer Straße 2 (Lage)                                 |                                  | 1. H. 19. Jh., 1937 Sgraffito                             | Hermann Glöckner (Sgraffito)                                                               | Gasthaus mit Anbau | Zum Bürgergarten                                                                |
| Bürgergarten                                                                | Kötitzer Straße 2 (Lage)                                 | Kötitzer Straße 9002             | 1. H. 19. Jh., 1937 Sgraffito                             | Hermann Glöckner (Sgraffito)                                                               | Anbau zum Gasthaus | Zum Bürgergarten                                                                |
| Mietshaus Friedrich Traugott Schumann                                       | Kötitzer Straße 3 (Lage)                                 |                                  | 1902/03                                                   | Alfred Große                                                                               | Mietshaus | Mietshaus Friedrich Traugott Schumann                                           |
| Wohnhaus Kötitzer Straße 8                                                  | Kötitzer Straße 8 (Lage)                                 |                                  | 2. H. 19. Jh.                                             |                                                                                            | Seitengebäude, Torpfeiler und Teile der Einfriedung, ehemals Korbmacherei | Wohnhaus Kötitzer Straße 8                                                      |
| Neuer Friedhof, Friedhof Radebeul-West                                      | Kötzschenbrodaer Straße 166, Am Gottesacker 33 (Lage)    |                                  | 1873 (Friedhof), 1913 (Kapelle)                           | Gebrüder Kießling (Kapelle)                                                                | Friedhof mit Kapelle, Kapellenanbau, Grabanlagen und Einfriedungsmauer | Friedhof Radebeul-West mit Kapelle                                              |
| Neuer Friedhof, Friedhof Radebeul-West                                      | Kötzschenbrodaer Straße 166, Am Gottesacker 33 (Lage)    | Kötzschenbrodaer Straße 9166-I   | 1873 (Friedhof), 1913 (Kapelle)                           | Gebrüder Kießling (Kapelle)                                                                | Friedhof mit Kapelle, Kapellenanbau, Grabanlagen und Einfriedungsmauer | Friedhofskapelle Radebeul-West                                                  |
| Neuer Friedhof, Friedhof Radebeul-West                                      | Kötzschenbrodaer Straße 166, Am Gottesacker 33 (Lage)    | Kötzschenbrodaer Straße 9166-II  | 1873 (Friedhof), 1913 (Kapelle)                           | Gebrüder Kießling (Kapelle)                                                                | Friedhof mit Kapelle, Kapellenanbau, Grabanlagen und Einfriedungsmauer | Friedhof Radebeul-West: Kapellenanbau                                           |
| Neuer Friedhof, Friedhof Radebeul-West                                      | Kötzschenbrodaer Straße 166, Am Gottesacker 33 (Lage)    | Kötzschenbrodaer Straße 9166-III | 1873 (Friedhof), 1913 (Kapelle)                           | Gebrüder Kießling (Kapelle)                                                                | Friedhof mit Kapelle, Kapellenanbau, Grabanlagen und Einfriedungsmauer | Friedhof Radebeul-West: Einfriedungsmauer (durch Elbhochwasser 2013 geschädigt) |
| Wohnhaus Kötzschenbrodaer Straße 187                                        | Kötzschenbrodaer Straße 187 (Lage)                       |                                  | 1805, 1862, 1894                                          |                                                                                            | Wohnhaus. Ab 1860 Wohnsitz von Gustav Wilhelm Schubert | Wohnhaus Kötzschenbrodaer Straße 187                                            |
| Wohn- und Geschäftshaus Heinrich Gustav Tschommler                          | Ledenweg 1 (Lage)                                        |                                  | 1897/98                                                   | Gebrüder Große                                                                             | Mietshaus mit Laden, in Ecklage | Wohn- und Geschäftshaus Heinrich Gustav Tschommler                              |
| Hofmann-Villa, Lindenhaus, Villa Lindenhaus                                 | Ledenweg 2a, 2b (Lage)                                   |                                  | 1915/16                                                   | Felix Sommer                                                                               | Villa mit Nebengebäude, Toreinfahrt und Park. Erwähnung im Dehio. Besitzer: Johannes Wilhelm Hofmann | Hofmann-Villa                                                                   |
| Hofmann-Villa                                                               | Ledenweg 2b (Lage)                                       |                                  | 1915/16                                                   | Felix Sommer                                                                               | Nebengebäude zur Hofmann-Villa. Besitzer: Johannes Wilhelm Hofmann | Hofmann-Villa: Nebengebäude                                                     |
| Hofmann-Villa                                                               | Ledenweg 2a, 2b (Lage)                                   | Ledenweg 9002                    | 1915/16                                                   | Felix Sommer                                                                               | Park zur Villa. Besitzer: Johannes Wilhelm Hofmann | Hofmann-Villa                                                                   |
| Einfamilienhaus Wilhelm Hofmann                                             | Ledenweg 8 (Lage)                                        |                                  | 1934/35                                                   | Gebrüder Kießling                                                                          | Fabrikantenvilla mit Einfriedung? Besitzer: Johannes Wilhelm Hofmann | Einfamilienhaus Wilhelm Hofmann                                                 |
| Mietshaus Lößnitzstraße 5                                                   | Lößnitzstraße 5 (Lage)                                   |                                  | 1889/90                                                   | Ernst Kießling                                                                             | Mietshaus in Ecklage, ehemals mit Bäckereieinrichtung | Mietshaus Lößnitzstraße 5                                                       |
| Mietvilla Lößnitzstraße 6                                                   | Lößnitzstraße 6 (Lage)                                   |                                  | 1886–88                                                   | Ernst Kießling                                                                             | Mietshaus | Mietvilla Lößnitzstraße 6                                                       |
| Gartenpavillon Ludwig-Jahn-Straße 2                                         | Ludwig-Jahn-Straße 2 (Lage)                              | Ludwig-Jahn-Straße 9002          | um 1890                                                   |                                                                                            | Gartenpavillon | Gartenpavillon in der Ludwig-Jahn-Straße                                        |
| Villa Johann Gottlieb Roch                                                  | Ludwig-Richter-Allee 5 (Lage)                            |                                  | 1875/76                                                   | Adolf Neumann                                                                              | Villa | Villa Johann Gottlieb Roch                                                      |
| Villa Augusta                                                               | Ludwig-Richter-Allee 7 (Lage)                            |                                  | 1877                                                      | Adolf Neumann                                                                              | Villa | Villa Augusta                                                                   |
| Mietvilla Lutherstraße 4                                                    | Lutherstraße 4 (Lage)                                    |                                  | 1896/97                                                   | Ernst Kießling                                                                             | Mietshaus mit Einfriedung | Mietvilla Lutherstraße 4                                                        |
| Villa Lutherstraße 6                                                        | Lutherstraße 6 (Lage)                                    |                                  | 1896/97                                                   | Ernst Kießling                                                                             | Villa. Schmuckglasfenster mit Landschaftsmotiven | Villa Lutherstraße 6                                                            |
| Villa Tanger                                                                | Meißner Straße 159 (Lage)                                |                                  | 1873                                                      | Gebrüder Ziller                                                                            | Villa mit Nebengebäude und Gartenanlage | Villa Tanger                                                                    |
| Villa Tanger                                                                | Meißner Straße 159 (Lage)                                | Meißner Straße 9159              | 1873                                                      | Gebrüder Ziller                                                                            | Gartenanlage zur Villa | Villa Tanger, Gartenanlage                                                      |
| Villa Tanger                                                                | Meißner Straße 159 (Lage)                                | Meißner Straße 9159-I            | 1873                                                      | Gebrüder Ziller                                                                            | Nebengebäude zur Villa | Villa Tanger: Östliches Nebengebäude                                            |
| Villa Tanger                                                                | Meißner Straße 159 (Lage)                                | Meißner Straße 9159-II           | 1873                                                      | Gebrüder Ziller                                                                            | Nebengebäude zur Villa | Villa Tanger: Westliches Nebengebäude                                           |
| Umspannwerk Nr. 11 (Elektrizitätsverband Gröba)                             | Meißner Straße 177 (Lage)                                |                                  | 1928/29                                                   | Hans Hertlein                                                                              | ESAG Umspannwerk | Umspannwerk Nr. 11 für den Elektrizitätsverband Gröba in Radebeul               |
| Mietvilla Meißner Straße 220                                                | Meißner Straße 220 (Lage)                                |                                  | 1895/96, 1941                                             | Adolf Neumann, Max Czopka (Umbau)                                                          | Mietvilla | Mietvilla Meißner Straße 220                                                    |
| Villa Germania                                                              | Meißner Straße 221 (Lage)                                |                                  | 1873–75                                                   | H. Richter                                                                                 | Villa | Villa Germania                                                                  |
| Mietvilla Friedrich August Goebel                                           | Meißner Straße 223 (Lage)                                |                                  | 1882                                                      | Adolf Neumann                                                                              | Mietvilla | Mietvilla Friedrich August Goebel                                               |
| Villa Dora                                                                  | Meißner Straße 226 (Lage)                                |                                  | um 1860, 1891, 1932                                       |                                                                                            | Villa mit Einfriedung. Bewohner: Lenelies Höhle-Gadegast | Villa Dora                                                                      |
| Villa Saxonia                                                               | Meißner Straße 241 (Lage)                                |                                  | 1873–75                                                   |                                                                                            | Villa. Bewohner: Joseph Hallbauer. Erwähnung im Dehio | Villa Saxonia                                                                   |
| Villa Meißner Straße 243                                                    | Meißner Straße 243 (Lage)                                |                                  | um 1870, 1892                                             | Moritz Große (Anbau)                                                                       | Villa mit Pergola | Villa Meißner Straße 243                                                        |
| Villa Meißner Straße 244                                                    | Meißner Straße 244 (Lage)                                |                                  | vor 1870, 1870, 1881–99, 1901                             | Alfred Große (Pferdestall), Moritz Große (Mehrere Umbauten), Ernst Kießling (Nebengebäude) | Villa mit Anbau | Villa Meißner Straße 244                                                        |
| Villa Friedrich Wilhelm Schwenk                                             | Meißner Straße 247 (Lage)                                |                                  | 1870                                                      | Moritz Große, Alfred Große (Ausbau)                                                        | Villa. Bewohner: Friedrich Wilhelm Schwenk, Gerlinde Queißer, Max Manfred Queißer | Villa Friedrich Wilhelm Schwenk                                                 |
| Villa Meißner Straße 250                                                    | Meißner Straße 250 (Lage)                                |                                  | um 1860/1870                                              | F. A. Bernhard Große                                                                       | Wohnhaus. Bewohner: Oskar Ernst Bernhardt | Villa Meißner Straße 250                                                        |
| Villa Friedrich Edmund Pröls                                                | Meißner Straße 253 (Lage)                                |                                  | 1864–66, 1937 (Anbau)                                     | Moritz Große, Patitz & Lötzsch (Anbau)                                                     | Wohnhaus mit Anbau und Einfriedung | Villa Friedrich Edmund Pröls                                                    |
| Villa Bernhard Aufschläger                                                  | Meißner Straße 255 (Lage)                                |                                  | 1875–77                                                   |                                                                                            | Villa. Eigentümer: Albert Aufschläger, Gustav Aufschläger | Villa Bernhard Aufschläger                                                      |
| Villa Sonnblick                                                             | Meißner Straße 256 (Lage)                                |                                  | um 1900                                                   |                                                                                            | Villa im sogenannten altdeutschen Stil | Villa Sonnblick                                                                 |
| Faberhaus                                                                   | Meißner Straße 266 (Lage)                                |                                  | um 1890                                                   |                                                                                            | Wohn- und Geschäftshaus | Faberhaus                                                                       |
| Wohn- und Geschäftshaus Meißner Straße 268                                  | Meißner Straße 268 (Lage)                                |                                  | 1879–81, 1905                                             | Moritz Große, Alfred Große (Ladenanbau)                                                    | Wohn- und Geschäftshaus in Ecklage. 1904 befand sich dort das „Kauf-Haus C & E Mittelhaeusser“ | Wohn- und Geschäftshaus Meißner Straße 268, rechts daneben das Faberhaus        |
| Wohn- und Geschäftshaus Meißner Straße 279                                  | Meißner Straße 279 (Lage)                                |                                  | um 1880, um 1928                                          | Max Schneider (Umbau)                                                                      | Wohn- und Geschäftshaus (Fleischerei) | Wohn- und Geschäftshaus Meißner Straße 279                                      |
| Mietvilla Meißner Straße 280                                                | Meißner Straße 280 (Lage)                                |                                  | 1886–88                                                   | Moritz Große                                                                               | Villa | Mietvilla Meißner Straße 280                                                    |
| Postamt Kötzschenbroda                                                      | Meißner Straße 285 (Lage)                                |                                  | 1914–21                                                   | Geheimer Postbaurat Winckler                                                               | Postgebäude | Kötzschenbrodaer Postamt                                                        |
| Treppenhaus Meißner Straße 288                                              | Meißner Straße 288 (Lage)                                |                                  | um 1880                                                   |                                                                                            | HistorischeTreppenhalle | Kein Bild aus dem Inneren verfügbar                                             |
| Villa Louise                                                                | Meißner Straße 289 (Lage)                                |                                  | 1867/68                                                   | Hugo Große                                                                                 | Wohnhaus | Villa Louise                                                                    |
| Villa Theresia                                                              | Meißner Straße 292 (Lage)                                |                                  | 1889, 1910, 1916–18                                       | Moritz Große, Alfred Große (Umbau)                                                         | Villa, mit Putten | Villa Meißner Straße 292                                                        |
| Villa Meißner Straße 296                                                    | Meißner Straße 296 (Lage)                                |                                  | 1892–94                                                   | Moritz Große                                                                               | Mietvilla. Radebeuler Bauherrenpreis 2001 | Villa Meißner Straße 296                                                        |
| Villa Meißner Straße 297                                                    | Meißner Straße 297 (Lage)                                |                                  | um 1870                                                   |                                                                                            | Villa mit Einfriedung | Villa Meißner Straße 297                                                        |
| Villa Meißner Straße 297                                                    | Meißner Straße 297 (Lage)                                | Meißner Straße 9297              | um 1870                                                   |                                                                                            | Nebengebäude zur Villa | Villa Meißner Straße 297: Nebengebäude                                          |
| Villa Meißner Straße 299                                                    | Meißner Straße 299 (Lage)                                |                                  | 1889                                                      | Moritz Große                                                                               | Villenartiges Wohnhaus | Villa Meißner Straße 299                                                        |
| Wohn- und Geschäftshaus Carl Gustav Claus                                   | Meißner Straße 313 (Lage)                                |                                  | 1900/01                                                   | E. W. Säurig                                                                               | Mietshaus mit Laden im Erdgeschoss, in Ecklage | Wohn- und Geschäftshaus Carl Gustav Claus                                       |
| Wettin-Haus                                                                 | Moritzburger Straße 1 (Lage)                             |                                  | 1897/98, 1912                                             | F. A. Bernhard Große                                                                       | Wettinhaus, Wohn- und Geschäftshaus in Ecklage | Wettin-Haus                                                                     |
| Linoleum-Haus Rau                                                           | Moritzburger Straße 4 (Lage)                             |                                  | 1890                                                      | Gebrüder Große?                                                                            | Wohnhaus. Bewohner: F. A. Bernhard Große | Linoleum-Haus Rau                                                               |
| Wohn- und Geschäftshaus Moritzburger Straße 5                               | Moritzburger Straße 5 (Lage)                             |                                  | 1894                                                      | F. A. Bernhard Große                                                                       | Wohn- und Geschäftshaus, Totalumbau einer Villa von 1866 von Friedrich August Große | Wohn- und Geschäftshaus Moritzburger Straße 5                                   |
| Villa Moritzburger Straße 8                                                 | Moritzburger Straße 8 (Lage)                             |                                  | 1882/83                                                   | F. A. Bernhard Große                                                                       | Wohnhaus | Villa Moritzburger Straße 8                                                     |
| Wohnstallhaus Neue Straße 1                                                 | Neue Straße 1 (Lage)                                     |                                  | 1744                                                      |                                                                                            | Wohnstallhaus, im Keller datiert | Wohnstallhaus Neue Straße 1                                                     |
| Villa Krüger, Berliner Haus, Herrnsdorfsche Villa                           | Neue Straße 12 (Lage)                                    |                                  | 1858, 1890 (Umbau)                                        | Alfred Neumann                                                                             | Villa mit Toranlage und Garten | Villa Krüger, Straßenansicht mit Tor                                            |
| Villa Krüger, Berliner Haus, Herrnsdorfsche Villa                           | Neue Straße 12 (Lage)                                    | Neue Straße 9012                 | 1858, 1890 (Umbau)                                        | Alfred Neumann                                                                             | Villa mit Toranlage und Garten | Villa Krüger, Gartenansicht vom Gartentor aus, 2014                             |
| Torbogen Neue Straße 23                                                     | Neue Straße 23 (Lage)                                    | Neue Straße 9023                 | um 1850                                                   |                                                                                            | Torbogen eines Vierseithofs | Torbogen Neue Straße 23                                                         |
| Villa d’Orville von Löwenclau                                               | Oscar-Pletsch-Straße 1 (Lage)                            |                                  | 1882–84, 1895                                             | Friedrich Ernst Kießling, (Erweiterung)                                                    | Mietvilla | Villa d’Orville von Löwenclau                                                   |
| Mietshaus Karl August Schröter                                              | Uferstraße 2a (Lage)                                     |                                  | 1903/04                                                   | Alfred Große                                                                               | Mietshaus | Mietshaus Karl August Schröter                                                  |
| Wohnhaus Uferstraße 6                                                       | Uferstraße 6 (Lage)                                      |                                  | vor 1904, 1904, 1912                                      | Gebrüder Große, Alfred Große (Umbau)                                                       | Mietshaus. Bewohner: August Kaden, Felix Kaden | Wohnhaus Uferstraße 6                                                           |
| Wohnhaus Uferstraße 8                                                       | Uferstraße 8 (Lage)                                      |                                  | 1878, 1880, 1896/97                                       | August Große, Gebrüder Große (Aufstockungen)                                               | Mietshaus | Wohnhaus Uferstraße 8                                                           |
| Restauration „Zum Dampfschiff“                                              | Uferstraße 10 (Lage)                                     |                                  | 1864, 1891/1892                                           | Moritz Große                                                                               | Ehemals Wartesaal am Dampferanleger, dann Gasthaus | Restauration „Zum Dampfschiff“                                                  |
| Mietshaus Otto Kirsten                                                      | Uferstraße 17a (Lage)                                    |                                  | 1896/97                                                   | Gebrüder Große                                                                             | Mietshaus | Mietshaus Otto Kirsten                                                          |
| Dreiseithof Vorwerkstraße 3                                                 | Vorwerkstraße 3 (Lage)                                   |                                  | 1805                                                      |                                                                                            | Wohnstallhaus, Auszugshaus, Scheune und Torpfeiler eines Dreiseithofs | Dreiseithof Vorwerkstraße 3                                                     |
| Dreiseithof Vorwerkstraße 3                                                 | Vorwerkstraße 3 (Lage)                                   | Vorwerkstraße 9003-I             | 1805                                                      |                                                                                            | Auszugshaus eines Dreiseithofs | Dreiseithof Vorwerkstraße 3                                                     |
| Dreiseithof Vorwerkstraße 3                                                 | Vorwerkstraße 3 (Lage)                                   | Vorwerkstraße 9003-II            | 1805                                                      |                                                                                            | Scheune eines Dreiseithofs | Dreiseithof Vorwerkstraße 3: Scheune vom Gradsteg aus                           |
| Wohnstallhaus Vorwerkstraße 6                                               | Vorwerkstraße 6 (Lage)                                   |                                  | Anfang 19. Jh.                                            |                                                                                            | Wohnstallhaus | Wohnstallhaus Vorwerkstraße 6                                                   |
| Wohnstallhaus Vorwerkstraße 7                                               | Vorwerkstraße 7 (Lage)                                   |                                  | Anfang 19. Jh.                                            |                                                                                            | Wohnstallhaus | Wohnstallhaus Vorwerkstraße 7                                                   |
| Nebenschulgebäude Kötzschenbroda, Wohnhaus Vorwerkstraße 14                 | Vorwerkstraße 14 (Lage)                                  |                                  | 1863, 1886 umgebaut                                       | Moritz Große                                                                               | Wohnhaus, zweites Kötzschenbrodaer Schulhaus | Dorfschule Kötzschenbroda                                                       |
| Mietvilla Wilhelm-Busch-Straße 1                                            | Wilhelm-Busch-Straße 1 (Lage)                            |                                  | 1898/99                                                   | Adolf Neumann                                                                              | Mietvilla | Mietvilla Wilhelm-Busch-Straße 1                                                |
| Mietvilla Wilhelm-Busch-Straße 8                                            | Wilhelm-Busch-Straße 8 (Lage)                            |                                  | 1890                                                      | Adolf Neumann                                                                              | Mietvilla. Bewohner: Leopold von Dallmer | Mietvilla Wilhelm-Busch-Straße 8                                                |
| Mietvilla Wilhelm-Eichler-Straße 7                                          | Wilhelm-Eichler-Straße 7 (Lage)                          |                                  | um 1880                                                   |                                                                                            | Mietvilla | Mietvilla Wilhelm-Eichler-Straße 7                                              |
| Mietvilla Wilhelm Ludwig Schumann                                           | Wilhelm-Eichler-Straße 11 (Lage)                         |                                  | 1876                                                      | Moritz Große                                                                               | Mietvilla | Mietvilla Wilhelm Ludwig Schumann                                               |
| Amtsgericht Kötzschenbroda, Evangelische Grundschule                        | Wilhelm-Eichler-Straße 13 (Lage)                         |                                  | 1908–10                                                   | Heinrich Tscharmann (Entwurf), Gebrüder Große (Bau)                                        | Ehemaliges Gericht, langgestrecktes Gebäude mit zwei Pförtnerhäuschen | Amtsgerichtsgebäude in Kötzschenbroda, Zentralausschnitt                        |
| Mietvilla Wilhelm-Eichler-Straße 17                                         | Wilhelm-Eichler-Straße 17 (Lage)                         |                                  | um 1895                                                   |                                                                                            | Mietvilla in Ecklage | Mietvilla Wilhelm-Eichler-Straße 17                                             |
| Villa Gustav Adolph Hultsch                                                 | Wilhelm-Eichler-Straße 19 (Lage)                         |                                  | 1891–93                                                   | Moritz Große                                                                               | Villa mit Einfriedung, in Ecklage | Villa Gustav Adolph Hultsch                                                     |

## Liste ehemaliger/abgegangener Bau-/Kulturdenkmale
| Name, Bezeichnung                                                | Adresse, Koordinaten                        | Datum          | Baumeister, Architekten            | Denkmalumfang, Bemerkung | Bild                                                                                |
| ---------------------------------------------------------------- | ------------------------------------------- | -------------- | ---------------------------------- | --- | ----------------------------------------------------------------------------------- |
| Wohn- und Geschäftshaus Altkötzschenbroda 5                      | Altkötzschenbroda 5 (Lage)                  | um 1880        |                                    | Denkmalschutz wurde nach 2012 aufgehoben. Wohnhaus mit Laden, ehemals Bäckerei (gegründet 1832) | Wohn- und Geschäftshaus Altkötzschenbroda 5                                         |
| Dreiseithof Altkötzschenbroda 57                                 | Altkötzschenbroda 57 (Lage)                 | 1. H. 19. Jh.  |                                    | Denkmalschutz wurde nach 2012 aufgehoben. Wohnstallhaus und Auszugshaus eines Dreiseithofs | Dreiseithof Altkötzschenbroda 57                                                    |
| Dreiseithof Altkötzschenbroda 57                                 | Altkötzschenbroda 57 (Lage)                 | 1. H. 19. Jh.  |                                    | Denkmalschutz wurde nach 2012 aufgehoben. Auszugshaus eines Dreiseithofs | Auszugshaus Altkötzschenbroda 57                                                    |
| Villa Am Gottesacker 19                                          | Am Gottesacker 19 (Lage)                    | 1915/20        |                                    | Denkmalschutz wurde nach 2012 aufgehoben. Villa | Villa Am Gottesacker 19                                                             |
| Bahnhof Radebeul West                                            | Bahnhofstraße 10 (Lage)                     | 1895/96        |                                    | Abgebrochene Bahnsteigüberdachung, bei den Umbauten 2012/13 abgebrochen | Bahnhof Radebeul West: Überdachung und Wartegebäude                                 |
| Bahnhof Radebeul West                                            | Bahnhofstraße 10 (Lage)                     | 1872           |                                    | Abgebrochenes Wartegebäude auf der nördlichen Seite, das älteste Bahnhofsgebäude (1872). Bei den Umbauten 2012/13 abgebrochen | Bahnhof Radebeul West: Überdachung und Wartegebäude                                 |
| Fabrikantenvilla Carl Pieper                                     | Fabrikstraße 9 (Lage)                       | 1889/90        | Moritz Große                       | Denkmalschutz wurde nach 2012 aufgehoben. Villa | Villa Fabrikstraße 9                                                                |
| Haus Tamme                                                       | Meißner Straße 224 (Lage)                   |                |                                    | Kein Denkmal mehr. | Haus Meißner Straße 224                                                             |
| Kriegers höhere Lehr- und Erziehungsanstalt für Töchter          | Meißner Straße 257 (Lage)                   | 1867 gegründet |                                    | Kein Denkmal mehr. Ehemalige Privatschule. 1867 auf Altfriedstein gegründet, 1872 auf die damalige „Meissner Strasse 39“ verlegt, 1903 aufgelöst. Danach im Erdgeschoss öffentliche Bibliothek und Lesehalle.                                                                                                | Ehemals Kriegers höhere Lehr- und Erziehungsanstalt für Töchter, Meißner Straße 257 |
| Kriegers Knabenerziehungsheim                                    | Meißner Straße 261 (Lage)                   |                |                                    | Kein Denkmal mehr. Ehemalige Privatschule unter der damaligen Adresse „Meissner Strasse 41“, 1903 aufgelöst. | Ehemals Krieger’s Knabenschule mit Pensionat, Meißner Straße 261                    |
| Haus „Wilhelm-Pieck-Straße 265“                                  | Meißner Straße 265 (Lage)                   |                |                                    | Kein Denkmal mehr. | Haus Meißner Straße 265                                                             |
| Straßenkreuzung Moritzburger Straße 1 / Wilhelm-Pieck-Straße 268 | Moritzburger Straße / Meißner Straße (Lage) |                | Moritz Große, F. A. Bernhard Große | Ehemaliges Denkmal (Straßenzug) seit 1979. Straßenkreuzung Moritzburger Straße 1/Wilhelm-Pieck-Straße 268. [Heute kein separater Gesamtschutz mehr, jedoch stehen die anliegenden Gebäude unter Denkmalschutz einschließlich der beiden südlichen Eckgebäude Wilhelm-Pieck-Straße 279 und Bahnhofstraße 11.] | Kreuzung Meißner Straße Bahnhofstraße Moritzburger Straße                           |
| Wohn- und Geschäftshaus Moritzburger Straße 3                    | Moritzburger Straße 3 (Lage)                | 1924           | Arthur Hanns                       | Ehemaliges Denkmal. Wohn- und Geschäftshaus von F. A. Bernhard Große Nachfolger, Ersatz für Bau von 1864 | Wohn- und Geschäftshaus Moritzburger Straße 3                                       |

## Anmerkung
1. ↑  Diese Liste entspricht möglicherweise nicht dem aktuellen Stand der offiziellen Denkmalliste. Diese kann über die zuständigen Behörden eingesehen werden. Daher garantiert das Vorhandensein oder Fehlen eines Bauwerks oder Ensembles in dieser Liste nicht, dass es zum gegenwärtigen Zeitpunkt ein eingetragenes Denkmal ist oder nicht. Eine verbindliche Auskunft erteilt das Landesamt für Denkmalpflege Sachsen oder die Untere Denkmalbehörde.